# 天満 (稲美町)
天満(てんま)は、兵庫県加古郡稲美町の一地域である。本項ではかつて同地域に所在した加古郡天満村（てんまむら）についても述べる。

## 概要

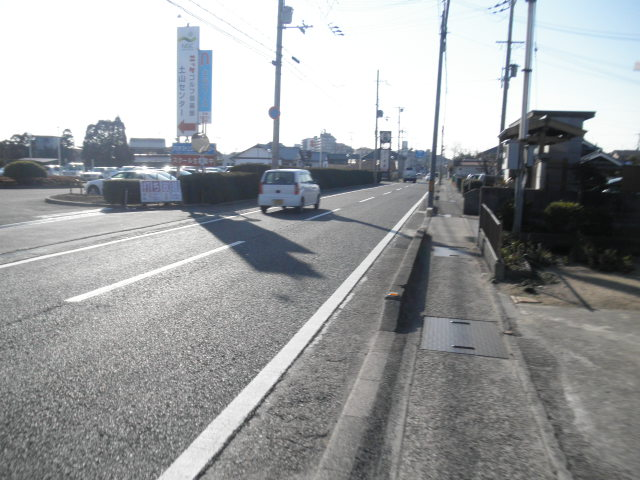
天満地区の街並み

天満地域は稲美町の南西部に位置し、加古川市、明石市、神戸市に接している。面積は約1,441ha で稲美町全体の約41% にあたる。天満地域の中央部は主に住宅地として、南部は工業地帯として利用されている。それ以外の市街化調整区域の地域では農地として利用され、天満大池などのため池が多く存在する。

## 地理
地形
天満地域は加古川による高位段丘面上と、曇川の谷平野や沖積段丘に位置している。高位段丘には小河川による谷平野が入り込み、町内では比較的高低のある地形となっている。
人口
2012年度末の天満地域の人口は10,739人、世帯数は7,962世帯である。

## 歴史
1889年、六分一村、岡村、国安村、国岡新村、北山村、中村、森安村、和田新村、幸竹新村、中一色村の10村を合併して天満村が発足した。村の名称は、国安にある氏神である天満神社に由来すると言われる。

### 沿革
- 1889年（明治22年） - 六分一村、岡村、国安村、国岡新村、北山村、中村、国北村、森安村、和田新村、幸竹新村、中一色村の11村を合併して天満村が発足する。
- 1916年（大正5年） - 国岡新に村役場が置かれる。
- 1917年（大正6年） - 幸竹新が幸竹に、和田新が和田に、国岡新が国岡に改称される。
- 1955年（昭和30年） 母里村、加古村、天満村 が合併し、稲美町が発足する。

## 交通

### 鉄道
当地域には鉄道はない。最寄り駅は、JR西日本山陽本線土山駅である。

### バス
神姫バスが運行されている。

### 道路
都市幹線道路
- 二見稲美三木線

主要地方道
- 兵庫県道65号神戸加古川姫路線

一般県道
- 兵庫県道148号大久保稲美加古川線
- 兵庫県道377号野村明石線
- 兵庫県道378号六分一神出線
- 兵庫県道381号野谷平岡線
- 兵庫県道514号志染土山線

## 公共施設
公園
- 稲美中央公園 - いなみアクアプラザ、いなみ野体育センターなどが整備された総合公園である。
- いなみ野水辺の里公園 - 生き物と共生する環境をつくり出し、豊かな自然を呼び戻すことをテーマとした公園である。
- 大沢池スポーツ公園 - グラウンド・ジョギングコースなどの運動施設と遊具・池などがある。
- サン・スポーツランドいなみ- 多目的グラウンドである。
- 万葉の森 - 万葉の世界をテーマとする日本庭園で、近くに郷土資料館と稲美町の特産品を販売する売店がある。
- いなみ文化の森 - 稲美町立図書館、コスモホール、ふれあい交流館がある。

福祉施設
- コスモス児童館
- 総合福祉会館
- シルバーワークプラザ - 加古郡広域シルバー人材センター稲美支部

保育所
- バンビ第一保育園
- バンビ第二保育園

郵便局
- 稲美天満郵便局

## 寺社
神社
- 天満神社

寺院
- 円光寺 - 高野山真言宗の寺院。
- 清久寺 - 曹洞宗の寺院。

## 教育機関
幼稚園
- 稲美町立天満幼稚園
- 稲美町立天満南幼稚園
- 稲美町立天満東幼稚園

小学校
- 稲美町立天満小学校
- 稲美町立天満南小学校
- 稲美町立天満東小学校

中学校
- 稲美町立稲美中学校
- 稲美町立稲美北中学校

高等学校
- 兵庫県立東播磨高等学校

特別支援学校
- 兵庫県立いなみ野特別支援学校

各種学校
- 土山自動車学院

## 主な企業
- 六甲バター稲美工場
- 東洋ゴム工業兵庫工場
- 神戸屋土山工場
- KCM（旧川崎重工業 建設機械部門）
- 神戸ペイント本社工場
- 文明堂稲美工場
- 神戸物産
- ノーリツ土山工場
- ADEKA明石工場
- 村上給食播磨営業所